# Småhusskadenämnden
Småhusskadenämnden (Fonden för fukt- och mögelskador) var en statlig förvaltningsmyndighet som sorterar under Miljödepartementet. Nämnden prövar frågor om ekonomiskt stöd för avhjälpande av fukt- och mögelskador i en- och tvåbostadshus.
Regeringen har beslutat att stödet och verksamheten med bidrag för att avhjälpa fukt- och mögelskador i småhus ska avvecklas. En förutsättning för stöd är därför att ansökan gjorts senast den 1 oktober 2007.
Myndigheten lades ned 2008.